# خبل عربي
الخَبَل العربي أو البومة الصحراوية (الاسم العلمي: Strix hadorami) كانت تُعرف سابقًا باسم بومة هيوم أو بومة بتلر، هي نوع من البوم. وهي ترتبط ارتباطًا وثيقًا بالخبل الأوراسي واسع الانتشار والخبل العماني مُقيد النطاق.
هذا النوع هو جزء من الفصيلة البُومية، المعروفة باسم البوم النمطيّ أو الحقيقي، والتي تشمل معظم أنواع البوم.
ينتشر الخبل العربي في في فلسطين المحتلة وشمال شرق مصر والأردن وشبه الجزيرة العربية. يستوطن هذا النوع الموائل الصحراوية وشبه الصحراوية والوديان الصخرية وبساتين النخيل. ويعشش في الشقوق والجحور في الأجراف. النظام الغذائي يتكون من فئران الحقول والفئران والحشرات الكبيرة.
هذه البومة متوسطة الحجم وعديمة الأذن، أصغر من الخبل الأوراسي حيث يُراوح طولها بين 29 و33 سم. هذا النوع ليلي النشاط ويميل للاستقرار إلى حد كبير. لهذه البومة جسد ممتلئ ورأسها مُدور يُشبهان تلك الخاصة بالخبل الأوروبي، لكنها شاحبة وأقل تخطيطًا، خاصة على الأجزاء السفلية، ولها عيون صفراء بُرتقالية.
نداء الخبل العربي هو "ووووه، هو-هو، هو-هو"، والذي يوصف عادةً بأنه مشابه في الإيقاع لنداء لليمامة المطوقة الأوراسية. نداء الإناث أعمق وأقل تميزا من نداء الذكور.